# Gösleswand
Gösleswand är en bergstopp i Österrike.   Den ligger i distriktet Lienz och förbundslandet Tyrolen, i den centrala delen av landet, 300 km väster om huvudstaden Wien. Toppen på Gösleswand är 2 912 meter över havet, eller 124 meter över den omgivande terrängen. Bredden vid basen är 0,58 km.
Terrängen runt Gösleswand är huvudsakligen bergig, men den allra närmaste omgivningen är kuperad. Runt Gösleswand är det ganska glesbefolkat, med 26 invånare per kvadratkilometer.. Närmaste större samhälle är Matrei in Osttirol, 18,2 km öster om Gösleswand. 
Trakten runt Gösleswand består i huvudsak av gräsmarker.